# Dicrotrichura tricincta
Dicrotrichura tricincta är en kräftdjursart som beskrevs av Rony Huys 1989. Dicrotrichura tricincta ingår i släktet Dicrotrichura och familjen Deoterthridae. Inga underarter finns listade i Catalogue of Life.